# Sankt Gallen Bears 2016
Questa voce raccoglie le informazioni riguardanti i Sankt Gallen Bears nelle competizioni ufficiali della stagione 2016.

## Lega C 2016

### Stagione regolare
| Sciaffusa 2 aprile 2016, ore 16:00 CEST 1ª giornata | Schaffhausen Sharks | 7 – 6 | Sankt Gallen Bears |  |

| Lugano 10 aprile 2016, ore 12:00 CEST 2ª giornata | Lugano Rebels | 9 – 6 | Sankt Gallen Bears | Stadio comunale di Cornaredo (campo sintetico) |

| Abtwil 23 aprile 2016, ore 18:00 CEST 4ª giornata | Sankt Gallen Bears | 63 – 0 | SFU Phénix | Sportplatz Spiserwies |

| Domat/Ems 1º maggio 2016, ore 14:00 CEST 5ª giornata | Lumberjacks Chur | 7 – 33 | Sankt Gallen Bears | EMS Arena Vial |

| Zugo 7 maggio 2016, ore 18:00 CEST 6ª giornata | Midland Bouncers | 0 – 36 | Sankt Gallen Bears | Riedmatt |

| San Gallo 21 maggio 2016, ore 18:00 CEST 7ª giornata | Sankt Gallen Bears | 38 – 6 | Neuchâtel Knights | Sportplatz Zil |

| San Gallo 28 maggio 2016, ore 18:00 CEST 8ª giornata | Sankt Gallen Bears | 15 – 13 | Argovia Pirates | Sportplatz Zil |

| San Gallo 11 giugno 2016, ore 18:00 CEST 10ª giornata | Sankt Gallen Bears | 26 – 18 | Schaffhausen Sharks | Sportplatz Zil |

## Statistiche di squadra
| Competizione      | %Vittorie | In casa | In casa | In casa | In casa | In casa | In casa | In trasferta | In trasferta | In trasferta | In trasferta | In trasferta | In trasferta | Totale | Totale | Totale | Totale | Totale | Totale |
| Competizione      | %Vittorie | G       | V       | N       | P       | Pf      | Ps      | G            | V            | N            | P            | Pf           | Ps           | G      | V      | N      | P      | Pf     | Ps     |
| ----------------- | --------- | ------- | ------- | ------- | ------- | ------- | ------- | ------------ | ------------ | ------------ | ------------ | ------------ | ------------ | ------ | ------ | ------ | ------ | ------ | ------ |
| Stagione regolare | .750      | 4       | 4       | 0       | 0       | 142     | 37      | 4            | 2            | 0            | 2            | 81           | 23           | 8      | 6      | 0      | 2      | 223    | 60     |
| Totale            | .750      | 4       | 4       | 0       | 0       | 142     | 37      | 4            | 2            | 0            | 2            | 81           | 23           | 8      | 6      | 0      | 2      | 223    | 60     |